# Karl Hermann von Heyden
Karl Hermann von Heyden (* 2. August 1840 in Frankfurt am Main; † 22. März 1917 ebenda) war ein preußischer Offizier und Kammerherr. Er gilt als einer der Begründer der modernen Phaleristik.

## Leben
Er war der Sohn des Schöffen und Bürgermeisters von Frankfurt am Main Carl Heinrich Georg von Heyden und dessen Ehefrau Julie, geborene Freiin von Dörnberg. Von 1847 bis 1854 besuchte er eine Erziehungsanstalt in seiner Heimatstadt und wurde am 2. Mai 1854 im Kadettenhaus Bensberg angenommen. Am 17. Mai 1859 wurde Heyden als charakterisierter Portepeefähnrich im 2. Garde-Regiment zu Fuß der Preußischen Armee angestellt. Dort folgte am 12. Juli 1860 seine Beförderung zum Sekondeleutnant und als solcher wurde er am 24. Juni 1863 in das 30. Infanterie-Regiment versetzt. Am Krieg gegen Österreich nahm Heyden 1866 als Regimentsadjutant teil. Im Krieg gegen Frankreich erhielt er, inzwischen zum Hauptmann befördert, für die Schlacht an der Lisaine 1871 das Eiserne Kreuz II. Klasse.
1884 wurde er zum Major befördert und in das 2. Thüringische Infanterie-Regiment Nr. 32 versetzt. Da seine Gesundheit im Verlauf der Zeit erheblich gelitten hatte, wurde Heyden am 13. Dezember 1887 mit Pension und der Berechtigung zum Tragen der Regimentsuniform der Abschied bewilligt. Am 15. Februar 1890 stellte man ihn schließlich zur Disposition und verlieh ihm am 10. September 1897 noch den Charakter als Oberstleutnant.
Ende Dezember 1887 trat er in den Hofdienst des Herzogs Georg II. von Sachsen-Meiningen ein und wurde Kammerherr von Prinzessin Marie Elisabeth. Aus gesundheitlichen Gründen ließ er sich 1901 in den Ruhestand versetzen und zog in seine Heimatstadt Frankfurt am Main zurück. 1903 siedelte er nach Wiesbaden über, nahm aber 1915 seinen Wohnsitz wieder in Frankfurt am Main. Mitte März 1917 erkrankte Heyden schwer und starb am 22. März 1917.
Schon als junger Offizier hatte sich Heyden mit der Numismatik beschäftigt. Von dieser kam er zur Phaleristik. Er begann deutsche und ausländische Orden und Ehrenzeichen und Medaillen zu sammeln und verfasste darüber einige Bücher, die auch heute noch als Standardwerke dienen. Er gilt als einer der Mitbegründer der modernen wissenschaftlichen Phaleristik.
Er heiratete am 6. November 1872 Wilhelmine Elisabeth Konstantine Marie Alexandrine von Manderstjerna (* 20. Oktober 1840) aus Riga.

## Werke
- Der Concordien-Orden, Die Ehren-Medaillen, sowie die Feldzugs- und Dienstalterszeichen des Grossherzogtums, des General-Gouvernements und der Freien Stadt Frankfurt. Frankfurt am Main 1890, ISBN 3-932543-64-5.
- Ehren-Zeichen (Kriegs-Denkzeichen, Verdienst- und Dienstalters-Zeichen) der erloschenen und blühenden Staaten Deutschlands und Österreich-Ungarns. Meiningen 1897.
- Ehrenzeichen (Kriegs-Denkzeichen, Verdienst-, Dienstalters-Zeichen, Rettungs-Medaillen) und Abzeichen in Frankreich und Belgien. Keller, Frankfurt am Main 1903.
- Ehrenzeichen (Kriegs-Denkzeichen, Verdienst-, Dienstalters-Zeichen, Rettungs-Medaillen) und Abzeichen im Königreich Italien und in seinen erloschenen Staaten. Wiesbaden 1910, ISBN 3-932543-71-8.